# Wouter Bos
Wouter Jacob Bos (Vlaardingen, 14 juli 1963) is een Nederlands voormalig politicus en bestuurder. Hij was minister van Financiën en vicepremier in het kabinet-Balkenende IV. Voorts was hij van 2002 tot 2010 politiek leider van de Partij van de Arbeid (PvdA).

## Jeugd en maatschappelijke carrière
Wouter Bos groeide op in Odijk, in een protestants-christelijk, politiek geëngageerd gezin. Zijn vader, Jone Bos, was ambassadeur in Ethiopië en Soedan en zendeling in Nederlands-Indië geweest en was in 1964 medeoprichter van de interkerkelijke ontwikkelingsorganisatie ICCO.
Wouter Bos rondde in 1980, kort voor zijn zeventiende verjaardag, het gymnasium af op het Christelijk Lyceum Zeist. Vervolgens vertrok hij voor een jaar naar Engeland, waar hij als vrijwilliger werkzaam was bij de oecumenisch-christelijke jongerenorganisatie YMCA. In 1981 ging hij aan de Vrije Universiteit Amsterdam economie en politicologie studeren. In datzelfde jaar sloot hij zich aan bij de PvdA.
Nadat hij in 1988 cum laude zijn doctoraalexamen in beide studies had gehaald, begon hij een carrière bij Shell. Naar eigen zeggen deed hij dit omdat hij wilde weten wat hij 'in zijn mars had' en omdat hij vond dat 'links Nederland' het bedrijfsleven niet moest overlaten aan 'rechts Nederland'. In diverse advies- en managementfuncties was hij binnen deze grote oliemaatschappij werkzaam, in achtereenvolgens Pernis, Rotterdam, Boekarest, Hongkong en Londen.

## Politieke carrière

### Kamerlid en staatssecretaris (1998-2002)
Bos werkte tot maart 1998 bij Shell. Hij liep vervolgens stage bij het Kamerlid Rick van der Ploeg en stelde zich kandidaat voor de Tweede Kamerverkiezingen. Met Van der Ploeg en staatssecretaris van Financiën Willem Vermeend voerde Bos campagne. Onder de naam Polderboys werden onder meer colleges op universiteiten gegeven.
Op 19 mei 1998 werd Bos Tweede Kamerlid voor de PvdA. Hij werd woordvoerder belastingen voor zijn fractie en hield zich tevens bezig met economische zaken. Op 24 maart 2000 volgde hij Vermeend op als staatssecretaris van Financiën onder minister Gerrit Zalm in Paars II. In deze functie liet hij onder andere onderzoek doen naar de mogelijke voordelen van een vlaktaks, onder andere omdat die 'minder verstoringen op de arbeidsmarkt en de kapitaalmarkt' zou geven. Ook maakte hij een koppeling tussen de vlaktaks en het basisinkomen. Na de Tweede Kamerverkiezingen 2002, waarbij de PvdA terugviel van 45 naar 23 zetels, keerde Bos terug als Kamerlid. Voor zijn fractie werd hij de woordvoerder voor volksgezondheid en inkomensbeleid.

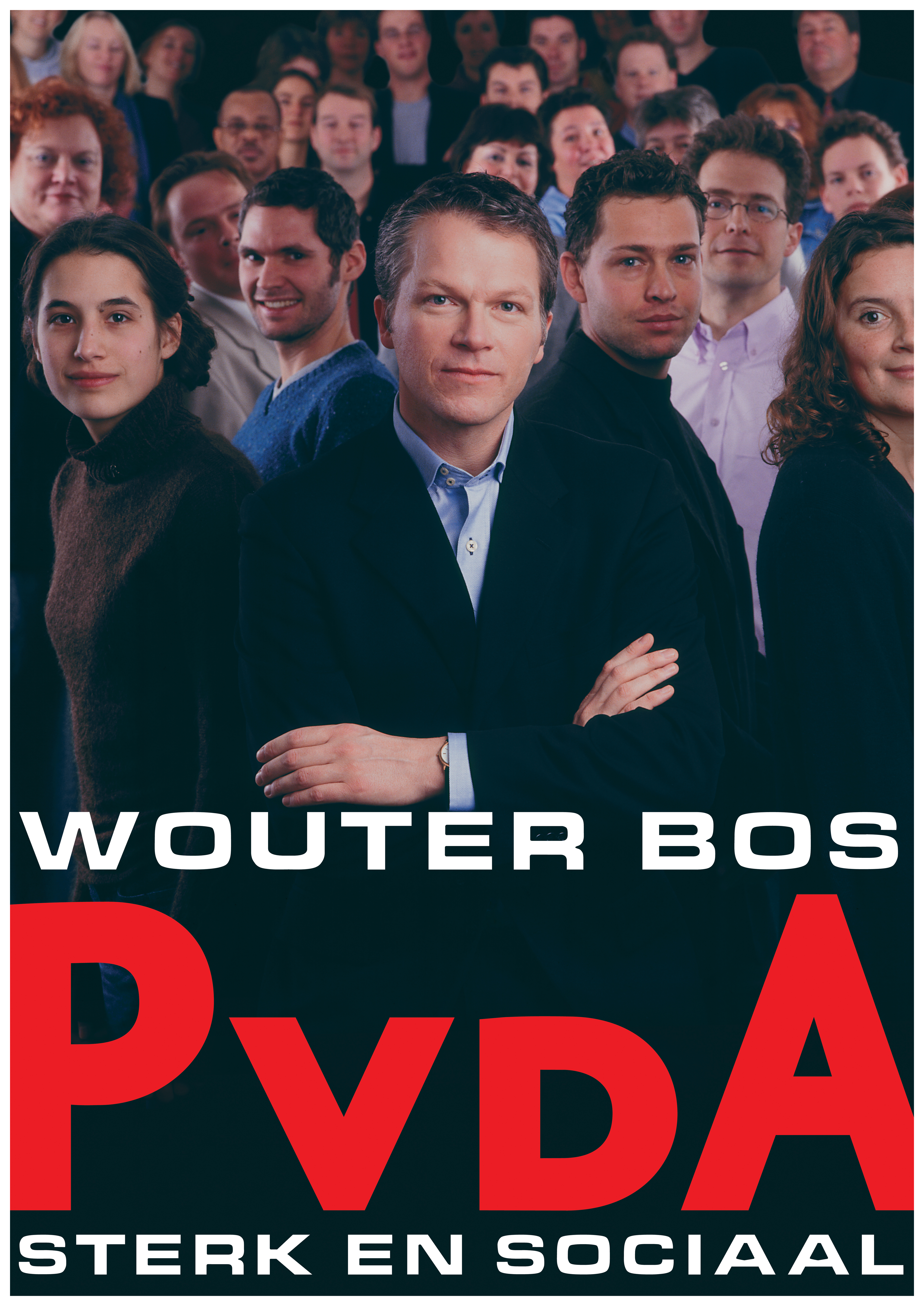
Bos werd lijsttrekker voor de PvdA Tweede Kamerverkiezingen 2003

Direct na de verkiezingen van mei 2002 maakte Bos al zijn ambitie openbaar om de nieuwe fractievoorzitter te worden. In eerste instantie werd echter de meer ervaren politica Jeltje van Nieuwenhoven aangewezen om als waarnemend fractievoorzitter de teruggetreden Ad Melkert op te volgen. Toen het Kabinet-Balkenende I in het najaar van 2002 viel, mochten de leden van de PvdA de lijsttrekker kiezen in een intern referendum en stelde Bos zich beschikbaar. Op 12 november 2002 werd hij met ruime meerderheid gekozen tot lijsttrekker voor de Tweede Kamerverkiezingen 2003, wat hem ook meteen partijleider maakte.
Bos' opmerking dat hij na de verkiezingen geen premier wilde worden maar Tweede Kamerlid wilde blijven, kwam hem op veel kritiek te staan omdat politieke tegenstanders vonden dat hij daarmee zijn verantwoordelijkheid zou ontlopen. Als kandidaat-premier droeg Bos Job Cohen, burgemeester van Amsterdam, voor. Mede door zijn charisma slaagde Bos erin de PvdA een nieuw gezicht te geven en bij de verkiezingen maakte de PvdA het forse verlies van een jaar eerder vrijwel geheel goed. Formatiegesprekken met het CDA van Jan Peter Balkenende mislukten echter waardoor de PvdA met fractievoorzitter Bos in de oppositiebanken kon plaatsnemen.

### Fractievoorzitter (2003-2007)
Na de installatie van het kabinet-Balkenende II werd Wouter Bos oppositieleider. Zo liep hij in oktober 2004 vooraan tijdens de grote demonstratie op het Museumplein tegen het kabinet Balkenende. De PvdA werd in de peilingen al snel de grootste partij van Nederland.
Op 10 december 2005 kondigde Bos tijdens een PvdA-congres aan dat hij na de eerstvolgende verkiezingen beschikbaar is als premier van Nederland, mocht de PvdA in die positie komen. Bij de gemeenteraadsverkiezingen in 2006 boekte de PvdA in vrijwel elke gemeente winst. Hoewel dit lokale verkiezingen waren, werd de winst grotendeels aan Bos toegeschreven. In landelijke politieke peilingen schommelde de partij op dat moment al rond de 60 zetels, terwijl het CDA op dat moment tussen de 25 en 30 zetels stond. Toch was er zowel binnen als buiten de PvdA ook kritiek op het leiderschap van de politicus. Bos zou doorgaans weinig standpunten innemen en vaak geneigd zijn alle opties open te laten.

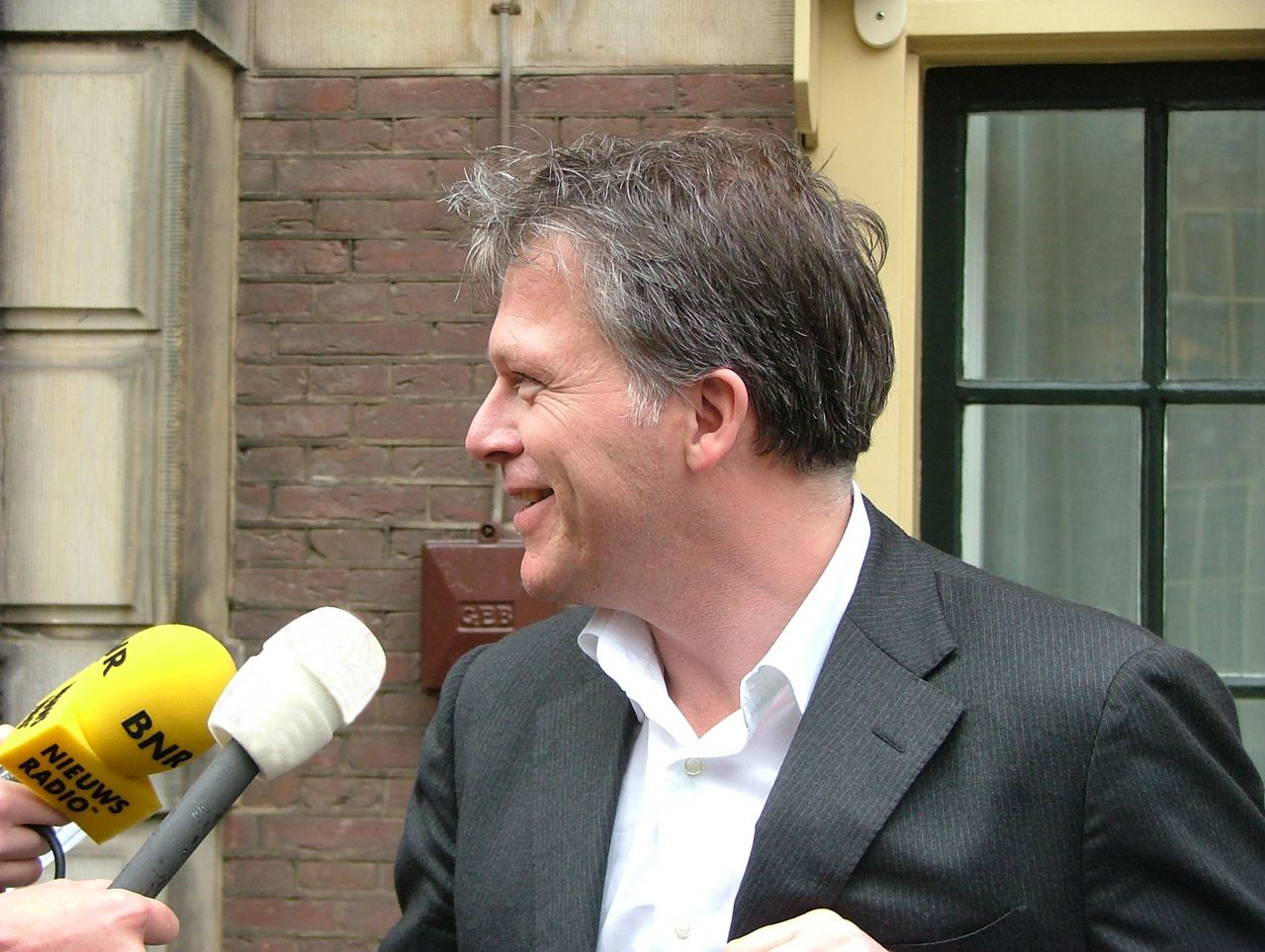
Wouter Bos in 2008

Op 28 april 2006 probeerde Bos zijn politieke visie uiteen te zetten tijdens een betoog op een conferentie over het thema vergrijzing. Hij omarmde hierbij het Scandinavische model als basis voor de toekomst van de Nederlandse verzorgingsstaat. Bos stelde dat het overheidsgeld doelmatiger gebruikt moest worden en pleitte voor meer geld naar onderwijs, onderzoek en innovatie, kinderopvang als basisvoorziening, het goedkoper maken van laagproductieve arbeid en versoepeling van het ontslagrecht. De studiefinanciering, de hypotheekrenteaftrek en de financiering van de AOW werden door hem ter discussie gesteld, omdat deze systemen uitgaan van een perverse solidariteit; armen die rijken subsidiëren.
Met name de stellingnames dat rijkere gepensioneerden moeten meebetalen aan de AOW en dat pensioenpremies voor de hoge inkomens niet meer aftrekbaar zijn van de belasting leidde tot forse kritiek, onder meer van oud-partijprominent Marcel van Dam. In de peilingen zakte de PvdA naar een niveau van ongeveer 45 zetels en Bos werd een schietschijf voor politici van andere partijen. In het verkiezingsprogramma dat in september 2006 verscheen, werden de plannen rond de fiscalisering van de AOW in een sterk afgezwakte vorm opgenomen.
In april 2006 verlangde Bos meer discipline van de Tweede Kamer-fractie. PvdA-politici moesten eerst overleggen met de afdeling voorlichting, voordat ze een interview mochten geven. Zo wilde Bos waarborgen dat de door de PvdA 'gewenste boodschap' werd uitgedragen. Deze strakke handelwijze werd Bos door een aantal fractiegenoten niet in dank afgenomen; het werd 'doorgeschoten paternalisme' genoemd.

### Tweede Kamerverkiezingen 2006

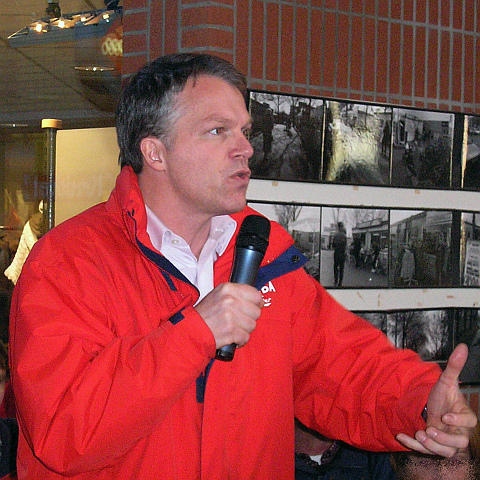
Bos tijdens een campagneoptreden in Hengelo

Op 11 juli 2006 werd Bos door het bestuur van zijn partij aangewezen als lijsttrekker voor de Tweede Kamerverkiezingen 2006. Dit zou via een ledenraadpleging worden bepaald, maar Bos was de enige die zich kandidaat had gesteld.
De gewijzigde standpunten van Wouter Bos over de AOW en later over onder meer de Armeense Genocide (in september werd kandidaat-Kamerlid Erdinç Saçan van de kandidatenlijst verwijderd omdat hij vond dat er geen sprake was van genocide, in november verklaarde Bos in een interview met Turkse media zelf dat er in juridische zin geen sprake was van genocide), maakten Bos' positie in de campagne aanvankelijk moeilijk. Met name de CDA-leiders Jan Peter Balkenende en Maxime Verhagen beschuldigden Bos ervan continu oneerlijk te zijn. Een opmerking van Bos op de website van de PvdA dat hij na de verkiezingen het liefste een coalitie van PvdA, VVD en GroenLinks zou zien, werd een dag later door Bos als 'grapje' afgedaan. De verkiezingen eindigden voor de PvdA teleurstellend: na een half jaar eerder nog op 60 zetels in de peilingen te hebben gestaan, haalde de PvdA in november slechts 33 zetels: een verlies van 9 ten opzichte van de verkiezingen drie jaar eerder.
Ondanks de verkiezingsnederlaag werd Bos daags na de verkiezingen door de nieuwe PvdA-fractie unaniem herkozen tot fractievoorzitter. Samen met Jacques Tichelaar schoof hij aan bij de kabinetsformatie onder leiding van CDA-prominent Herman Wijffels, die moest leiden tot een kabinet van de PvdA met het CDA en de ChristenUnie.
Op maandag 19 en 26 maart 2007 zond de VPRO in het programma Tegenlicht de tweedelige documentaire 'De Wouter Tapes' uit. Daarin wordt aan de hand van gesproken dagboeken die Bos insprak tussen november 2005 en februari 2007 en filmbeelden achter de schermen tijdens de verkiezingscampagne een indringend portret geschetst van de persoon Wouter Bos.

### Minister (2007-2010)

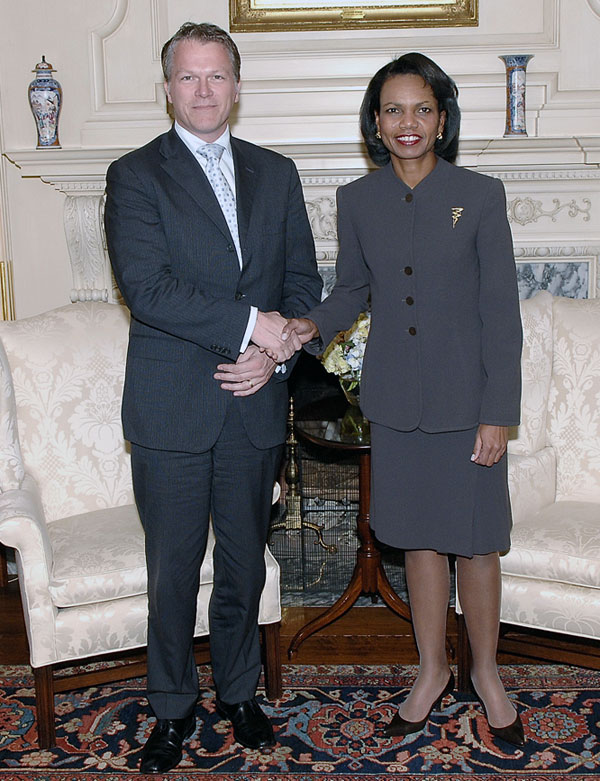
Bos in 2007 met de Amerikaanse minister van Buitenlandse Zaken Condoleezza Rice.

Hoewel hij eerder had gezegd niet onder Jan Peter Balkenende in een kabinet te willen plaatsnemen, werd Bos op 22 februari 2007 toch beëdigd als minister van Financiën en vicepremier in het kabinet-Balkenende IV. Bos was de enige PvdA'er in het kabinet met regeringservaring en als vicepremier dacht hij beter leiding te kunnen geven aan het PvdA-smaldeel onder de bewindspersonen. In de formatie wist Bos voor elkaar te krijgen dat de voorgestelde liberalisering van huren werd teruggedraaid. Er kwam een pardonregeling voor asielzoekers en er zou worden geïnvesteerd in onderwijs en achterstandswijken. Het ontslagrecht zou niet worden versoepeld. Daarentegen hield het CDA een parlementair onderzoek naar de Nederlandse steun aan de invasie van Irak tegen, iets waar de PvdA zich eerder juist voor had uitgesproken. Ook werd onder andere afgesproken dat er geen aanpassing zou komen van de hypotheekrenteaftrek.
Samen met staatssecretaris van Financiën Jan Kees de Jager bracht Bos in 2008 een wet tot stand inzake belastingheffing bij excessieve beloningsbestanddelen. Als minister van Financiën kreeg hij in 2008 volop te maken met de Kredietcrisis. Nadat de Nederlandse overheid in september 2008 eerst een minderheidsaandeel van vier miljard in de in crisis verkerende bank Fortis had genomen, werd enkele dagen later duidelijk dat het Nederlandse deel van het bedrijf (bank- en verzekeringstak) werd overgenomen voor 16,8 miljard. Bos verklaarde dat de Nederlandse Staat alleen de "gezonde delen" van Fortis over had genomen, en dat deze delen vanaf dat moment "gevrijwaard zijn van besmetting." Met het geld dat de Nederlandse Staat voor de overname aan België betaalde konden de minder gezonde delen worden gesaneerd. Na overleg in Europees verband besloot Bos op 7 oktober de garantie voor particuliere rekeningen bij banken tijdelijk te verhogen naar 100.000 euro. Samen met Nout Wellink van De Nederlandsche Bank presenteerde hij een plan waarbij financiële ondernemingen aanspraak konden maken op kapitaal, om de balans te versterken. Nadat de ING Groep van deze regeling gebruik maakte, droeg Bos namens de staat twee vertegenwoordigers voor in de Raad van commissarissen van de ING: Lodewijk de Waal en Peter Elverding. In november 2008 stelde Bos zijn voorganger op Financiën Gerrit Zalm aan als nieuwe topman van Fortis.
Zijn door velen gewaardeerde rol in de kredietcrisis had tot gevolg dat Bos in december 2008 door de redactie van weekblad Elsevier werd uitverkozen tot Nederlander van het Jaar. Daarna werd hij zowel door de parlementaire pers, door de Kamerleden en in een opinieonderzoek uitgeroepen tot politicus van het jaar 2008.
Als politiek leider van de PvdA en vicepremier zegde Bos na overleg met fractievoorzitter Mariëtte Hamer en partijvoorzitter Lilianne Ploumen op 13 november 2008 het vertrouwen op in PvdA-minister voor Wonen, Wijken en Integratie Ella Vogelaar, die daarop besloot af te treden.
In de eerste maanden van 2010 moest Bos als partijleider en vicepremier voorzichtig manoeuvreren met het dossier-Uruzgan. Er lag immers de motie van de Tweede Kamer uit 2009 om de missie aldaar te stoppen per eind 2010, terwijl het CDA en de ChristenUnie openlijk verklaarden alle opties te willen bekijken, waaronder het eventueel aanhouden van enige vorm van militaire aanwezigheid in Uruzgan. De PvdA was het hier niet mee eens en wees op de belofte die het kabinet in 2007 had gedaan aan de Tweede Kamer om eind 2010 alle militairen uit Uruzgan terug te trekken. Daarom heeft Bos uiteindelijk een ultimatum gesteld aan de premier. Daarop is het conflict over Uruzgan in het kabinet openlijk geworden, wat heeft geleid tot een spoeddebat in de Tweede Kamer op donderdag 18 februari. Bos zei in de Tweede Kamer dat wat hem betreft het verzoek van de NAVO afgewezen moest worden, Balkenende wilde hier niet op ingaan omdat het onderwerp in het kabinet nog niet tot besluitvorming had geleid, en noemde dit prematuur. Na een lang laatste kabinetsberaad dat begon op vrijdagochtend, viel de zaterdag erop vroeg in de ochtend het kabinet-Balkenende IV.

### Bos-belasting
Bos leek zijn naam te mogen geven aan de zogenaamde Bos-belasting. Het plan werkte als volgt: eenieder die na 1945 is geboren, gaat, wanneer hij naast zijn AOW een pensioen heeft van 18.000 euro of meer, meebetalen aan de AOW. Die meebetaling zou voorzichtig beginnen in 2011 met 52 euro per jaar, maar werd in de loop van 20 jaar meer, tot 950 euro per jaar in 2030. De nieuwe naam is de houdbaarheidsbijdrage.
Bij het schijventarief voor de IB wordt onderscheid gemaakt tussen belastingplichtigen die zijn geboren vóór 1946 (voor hen geldt de maatregel niet) en belastingplichtigen die zijn geboren na 1945. De maatregel behelst voor laatstgenoemden met ingang van 2011 dat de bovengrens van de tweede schijf maar voor 75% geïndexeerd wordt, zodat vergeleken met volledige indexatie de tweede schijf verkort wordt en de derde schijf verlengd. De houdbaarheidsbijdrage gaat enigszins in de richting van fiscalisering van de AOW. In 2011 is de effectieve houdbaarheidsbijdrage slechts maximaal 9 euro op jaarbasis ((24,05% - 15,20%) x (€ 33.485 - € 33.436) = € 8,75). In 2012 is de maximale bijdrage (24,05% - 15,20%) x (€ 34.055 - € 33.863) = € 33,60 op jaarbasis voor inkomens vanaf € 34.055. Inkomens onder de € 33.863 merken dit jaar nog niets.

### Terugtrekking als politiek leider

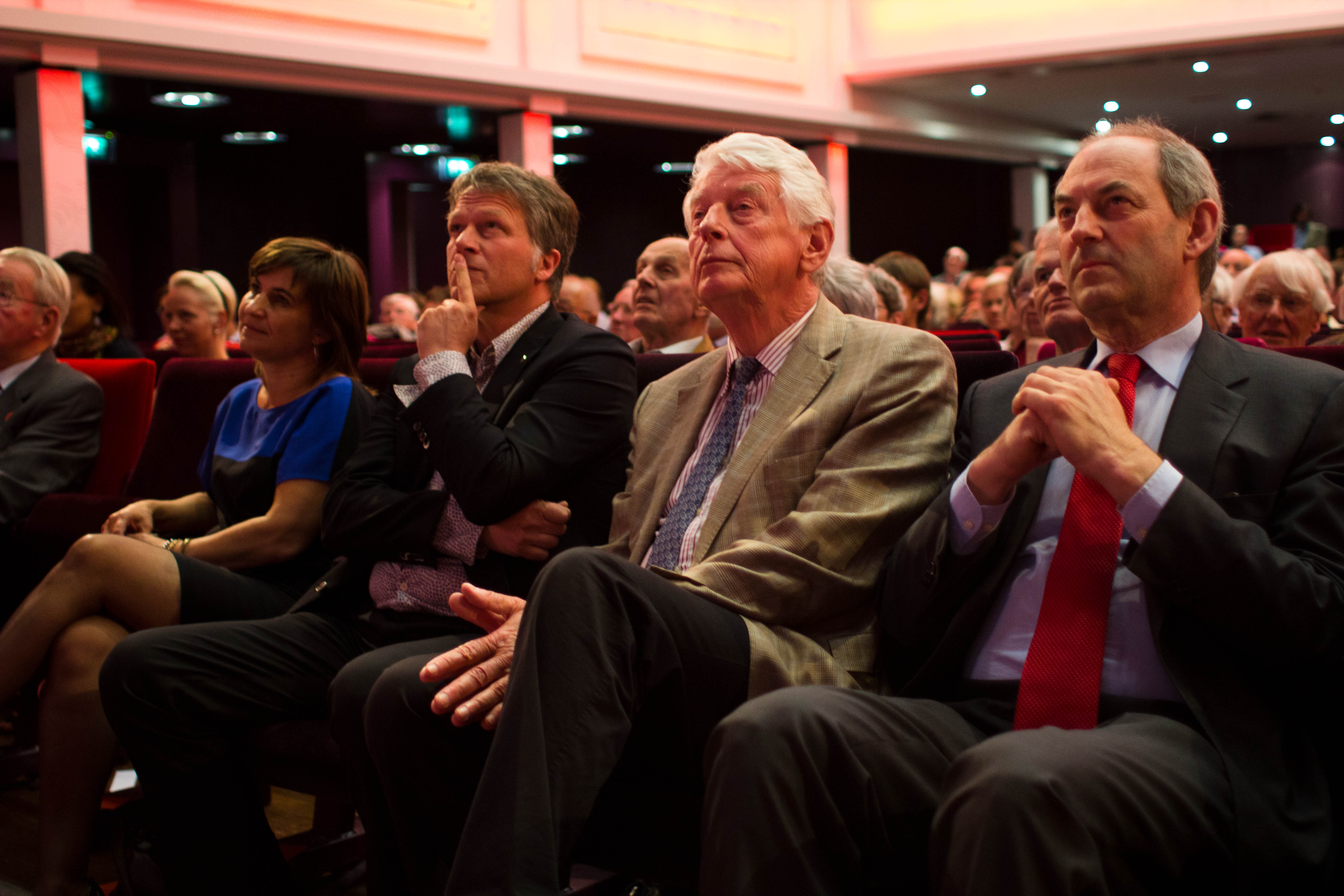
Wouter Bos, Wim Kok en Job Cohen in 2011, op de 65e verjaardag van de PvdA

Op 12 maart 2010 maakte Wouter Bos in een persconferentie bekend dat hij de landelijke politiek vaarwel zegt. Hij wil meer tijd besteden aan zijn gezin en zal daarom niet terugkeren in de Tweede Kamer.
Op deze persconferentie vertelde Bos dat hij Job Cohen zag als zijn opvolger. Naar eigen zeggen had hij al sinds 2007 met Cohen gesprekken hierover gevoerd. Cohen gaf diezelfde middag een persconferentie over zijn kandidatuur als lijsttrekker van de Partij van de Arbeid. Op het partijcongres van 25 april 2010 nam Bos afscheid als politiek leider van de partij.

### Informateur
Na de Tweede Kamerverkiezingen van 2012 werd Bos aangezocht om als informateur samen met VVD-minister Henk Kamp de vorming van een nieuw kabinet voor te bereiden. Op 20 september 2012 werden zij door de Tweede Kamer benoemd, de volgende dag overhandigde waarnemend Kamervoorzitter Martin Bosma hun de formatieopdracht en gingen zij aan het werk.

## Verdere maatschappelijke carrière
Op 1 oktober 2010 werd Wouter Bos partner bij KPMG. Hij was verantwoordelijk voor de adviespraktijk voor de publieke sector en de gezondheidszorg. Tevens was hij als adviseur betrokken bij de adviespraktijk voor de financiële sector. Sinds eind augustus 2012 is Bos ook betrokken als adviseur voor de secundaire sector .
Van 19 augustus 2013 tot 1 oktober 2018 was hij voorzitter van de raad van bestuur van het VU Medisch Centrum in Amsterdam. Per 1 oktober 2018 is Bos voorzitter van Invest-NL. In oktober 2021 werd hij verkozen tot voorzitter van de Koninklijke Nederlandsche Wielren Unie. In 2022 vertrekt hij bij Invest-NL om in mei 2022 bestuursvoorzitter te worden van zorgverzekeraar Menzis.

## Persoonlijk leven
Bos trouwde op 21 december 2002 met journalist Barbara Bos (haar geboortenaam luidt eveneens 'Bos'). De ceremoniemeester bij het huwelijk was de CDA'er Joop Wijn, op dat moment staatssecretaris van Economische Zaken en goede vriend van Bos. Bos en zijn vrouw hebben twee dochters en een zoon (resp. 2004, 2006, 2009).
Bos is lid van de raad van toezicht van de Toneelgroep Amsterdam en ook zit hij in zijn vrije tijd in het bestuur van de Giovanni van Bronckhorst-Foundation.
Ook is hij bestuurslid van de BOSK (tevens voorzitter) en van "Weet Wat Je Besteedt".
Rechercheur en acteur Arnoud Bos is een jongere broer van Bos.

## Trivia
- In de film Kapitein Rob en het geheim van professor Lupardi speelde Wouter Bos de rol van minister-president. In dit fictieve kabinet-Bos zaten verder Hedy d'Ancona, John Leerdam, Noraly Beyer, Thijs Reuten, Cees Vis, Harry Kramer en Joachim Wolff.